# Альтенло, Вильгельм
Карл Вильгельм Альтенло (нем. Karl Wilhelm Altenloh; 25 июня 1908, Хаген, Германская империя — 24 февраля 1985, Хаген, ФРГ) — немецкий юрист, штурмбаннфюрер СС, командир полиции безопасности и СД в Белостоке.

## Биография
Вильгельм Альтенло родился 25 июня 1908 в семье фабриканта и рос вместе с тремя сёстрами и братьями. После посещения частной школы учился в гимназии, которую окончил в 1926 году. Изучал юриспруденцию в университетах Гейдельберга, Мюнхена и Бонна. В 1931 году в Кёльне сдал первый государственный экзамен. В декабре 1931 года в университете Эрлангена стал доктором права. 22 ноября 1934 года сдал второй государственный экзамен.
В апреле 1933 года присоединился к Штурмовым отрядам (СА). 1 мая 1933 года вступил в НСДАП (билет № 3196549). 14 сентября 1935 года перешёл из СА в СС (№ 272245). 9 ноября 1938 года получил чин правительственного советника и звание гауптштурмфюрера СС. С 30 января 1939 года носил звание штурмбаннфюрера СС.
В февраля 1940 года стал руководителем гестапо в городе Алленштайне. В августе 1941 года стал командиром полиции безопасности и СД в Белостоке, но до октября 1942 года оставался в Алленштайне. Находился на посту до мая 1943 года, когда его заменил оберштурмбаннфюрер Герберт Циммерман. Впоследствии был переведён во Францию, где служил в полиции безопасности сначала в Нанси, потом в Париже. После наступления союзников покинул Францию и стал служить в 5-м управлении Главного управления имперской безопасности в департаменте по коррупции среди высших имперских чинов. На заключительном этапе войны был призван в армию, но позже был освобождён от воинской службы по состоянию здоровья.

### После войны
В январе 1946 года был интернирован. Денацификационная палата в Бомлице приговорила его к 3 годам тюремного заключения. Выдача Альтенло со стороны Польши как военного преступника была отклонена британским судом. В качестве командира полиции безопасности и СД в Белостоке он отвечал за массовые расстрелы поляков, сожжение польских деревень и за смертные приговоры специальных судов. В июле 1949 года был освобождён и потом работал уполномоченным должностным лицом сначала в компании Falkenroth GmBH, а потом на литейном производстве.
В 1961 году вместе с Гербертом Циммерманом был обвинён в совершении военных преступлений прокуратурой Дортмунда. Летом 1965 года Альтенло был арестован и предстал перед земельным судом в Билефельде. 14 апреля 1967 годы был приговорён к 8 годам тюремного заключения за пособничество в убийстве 10 000 человек. По состоянию здоровья не отбывал наказание. Умер в 1985 году и похоронен на кладбище в Хагене.

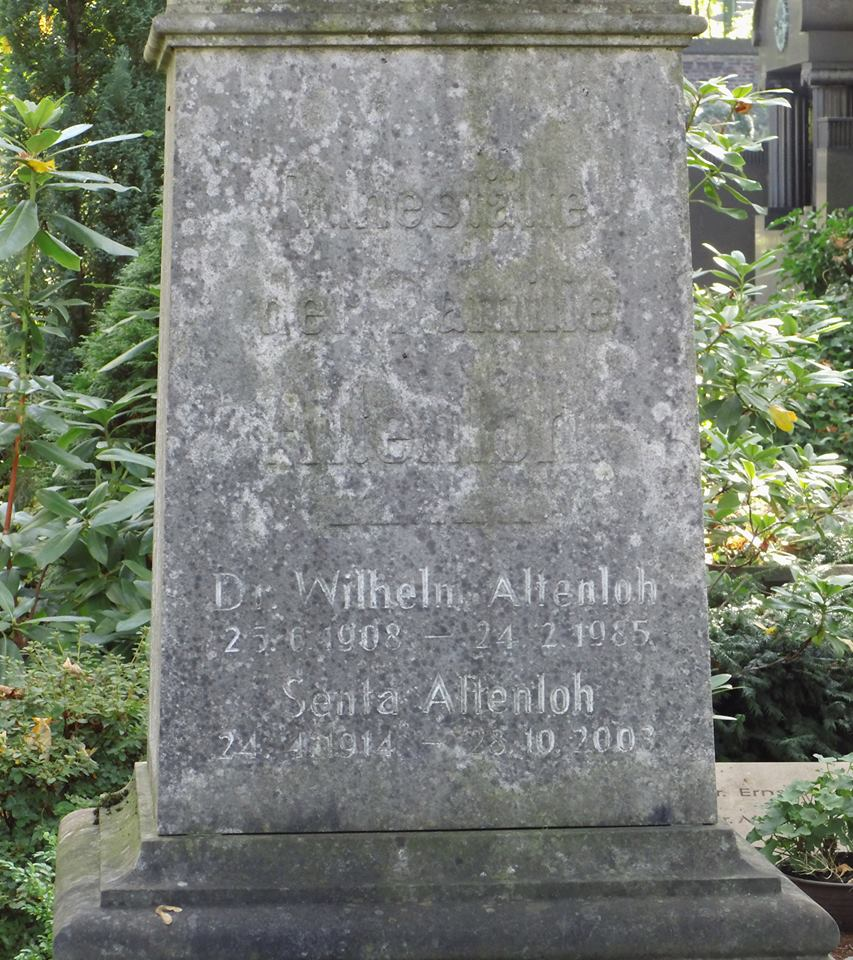
Надгробие Вильгельма Альтенло